# Korea Open 2022
Korea Open 2022 byl profesionální tenisový turnaj na okruzích mužů ATP Tour a žen WTA Tour, který se hrál v Tenisovém centru Olympijského parku na otevřených dvorcích s tvrdým povrchem. Probíhal mezi 19. zářím až 2. říjnem 2022 v jihokorejské metropoli Soulu. Osmnáctý ročník ženského turnaje o týden předcházel úvodnímu ročníku mužské akce. Soul naposledy předtím hostil turnaj ATP Tour v roce 1996.
Mužská polovina Eugene Korea Open Tennis Championships 2022 měla dotaci 1 237 570 dolarů a patřila do kategorie ATP Tour 250. Ženská část Hana Bank Korea Open 2022 disponovala rozpočtem 251 750 dolarů a byla součástí kategorie WTA 250. Nejvýše nasazenými singlisty se stali druhý hráč žebříčku Casper Ruud z Norska a světová devatenáctka Jeļena Ostapenková z Lotyšska. Jako poslední přímý účastník do dvouhry nastoupil 118. tenista pořadí, Australan Christopher O’Connell.
V důsledku invaze Ruska na Ukrajinu na konci února 2022 řídící organizace tenisu ATP, WTA a ITF s grandslamy rozhodly, že ruští a běloruští tenisté mohli dále na okruzích startovat, ale do odvolání nikoli pod vlajkami Ruska a Běloruska.
Druhý singlový titul na okruhu ATP Tour vyhrál 27letý Japonec Jošihito Nišioka. Třetí singlovou trofej na okruhu WTA Tour vybojovala tenistka téhož věku Jekatěrina Alexandrovová, která se po skončení premiérově posunula na 21. místo žebříčku. V mužském deblu si první párovou trofej na túře ATP odvezli Jihoafričan Raven Klaasen s Američanem Nathanielem Lammonsem. Ženskou čtyřhru ovládl francouzsko-belgický pár Kristina Mladenovicová a Yanina Wickmayerová, jehož členky si odvezly první společnou trofej.

## Rozdělení bodů a finančních odměn

### Rozdělení bodů
| Soutěž       | Soutěž       | vítězové | finalisté | semifinalisté | čtvrtfinalisté | 16 v kole | 32 v kole | Q  | Q2 | Q1 |
| ------------ | ------------ | -------- | --------- | ------------- | -------------- | --------- | --------- | -- | -- | -- |
| dvouhra mužů | [ 3 ] [ 9 ]  | 250      | 150       | 90            | 45             | 20        | 0         | 12 | 6  | 0  |
| čtyřhra mužů | [ 10 ]       | 250      | 150       | 90            | 45             | 0         | —         | —  | —  | —  |
| dvouhra žen  | [ 2 ] [ 11 ] | 280      | 180       | 110           | 60             | 30        | 1         | 18 | 12 | 1  |
| čtyřhra žen  | [ 12 ]       | 280      | 180       | 110           | 60             | 1         | —         | —  | —  | —  |

### Finanční odměny
| Soutěž                                | Soutěž       | vítězové  | finalisté | semifinalisté | čtvrtfinalisté | 16 v kole | 32 v kole | Q2      | Q1      |
| ------------------------------------- | ------------ | --------- | --------- | ------------- | -------------- | --------- | --------- | ------- | ------- |
| dvouhra mužů                          | [ 3 ] [ 9 ]  | 170 035 $ | 99 185 $  | 58 310 $      | 33 790 $       | 19 620 $  | 11 990 $  | 5 995 $ | 3 270 $ |
| dvouhra žen                           | [ 2 ] [ 11 ] | 33 200 $  | 19 750 $  | 11 000 $      | 6 200 $        | 3 800 $   | 2 725 $   | 2 000 $ | 1 300 $ |
| čtyřhra mužů                          | [ 10 ]       | 59 090 $  | 31 610 $  | 18 530 $      | 10 360 $       | 6 100 $   | —         | —       | —       |
| čtyřhra žen                           | [ 12 ]       | 12 000 $  | 6 700 $   | 3 950 $       | 2 350 $        | 1 800 $   | —         | —       | —       |
| částka ve čtyřhrách je uvedena na pár |              |           |           |               |                |           |           |         |         |

## Dvouhra mužů

### Nasazení
| Stát                         | Hráč              | ATP | Nasazení |
| ---------------------------- | ----------------- | --- | -------- |
| Norsko                       | Casper Ruud       | 2.  | 1.       |
| Spojené království           | Cameron Norrie    | 8.  | 2.       |
| USA                          | Taylor Fritz      | 12. | 3.       |
| Kanada                       | Denis Shapovalov  | 24. | 4.       |
| Spojené království           | Daniel Evans      | 25. | 5.       |
| Chorvatsko                   | Borna Ćorić       | 26. | 6.       |
| Srbsko                       | Miomir Kecmanović | 33. | 7.       |
| USA                          | Jenson Brooksby   | 50. | 8.       |
| Žebříček ATP k 19. září 2022 |                   |     |          |

### Jiné formy účasti
Následující hráči obdrželi divokou kartu do hlavní soutěže:
- Hong Song-čchan
- Nam Či-song
- Kaiči Učida

Následující hráči postoupili z kvalifikace:
- Čong Jun-song
- Nicolás Jarry
- Josuke Watanuki
- Wu Tchung-lin

Následující hráči postoupili z kvalifikace jako šťastní poražení:
- Aleksandar Kovacevic
- Šintaró Močizuki
- Hiroki Morija
- Ryan Peniston

### Odhlášení
před zahájením turnaje
- Borna Ćorić → nahradil jej  Hiroki Morija
- Taylor Fritz → nahradil jej  Šintaró Močizuki
- Cristian Garín → nahradil jej  Emilio Gómez
- Marcos Giron → nahradil jej  Ryan Peniston
- Brandon Nakashima → nahradil jej  Aleksandar Kovacevic
- Frances Tiafoe → nahradil jej  Ceng Ťün-sin
- Jiří Veselý → nahradil jej  Taró Daniel
- Alexander Zverev → nahradil jej  Radu Albot

## Mužská čtyřhra

### Nasazení
| Stát                                                                                  | Hráč               | Stát     | Hráč                      | ATP  | Nasazení |
| ------------------------------------------------------------------------------------- | ------------------ | -------- | ------------------------- | ---- | -------- |
| Jižní Afrika                                                                          | Raven Klaasen      | USA      | Nathaniel Lammons         | 139. | 1.       |
| Kolumbie                                                                              | Nicolás Barrientos | Mexiko   | Miguel Ángel Reyes-Varela | 144. | 2.       |
| Ekvádor                                                                               | Diego Hidalgo      | Kolumbie | Cristian Rodríguez        | 149. | 3.       |
| Švédsko                                                                               | André Göransson    | Japonsko | Ben McLachlan             | 151. | 4.       |
| Žebříček ATP k 19. září 2022; číslo je součtem žebříčkového postavení obou členů páru |                    |          |                           |      |          |

### Jiné formy účasti
Následující páry obdržely divokou kartu do hlavní soutěže:
- Čong Hjon /  Kwon Sun-u
- Nam Či-song /  Song Min-kju

Následující pár nastoupil z pozice náhradníka: 
- Radu Albot /  Ceng Ťün-sin

### Odhlášení
před zahájením turnaje
- Matthew Ebden /  John Peers → nahradili je  Miomir Kecmanović /  John Peers
- Marcos Giron /  Mackenzie McDonald → nahradili je  Radu Albot /  Ceng Ťün-sin

## Ženská dvouhra

### Nasazení
| Stát                         | Hráčka                   | WTA | Nasazení |
| ---------------------------- | ------------------------ | --- | -------- |
| Lotyšsko                     | Jeļena Ostapenková       | 15. | 1.       |
|                              | Jekatěrina Alexandrovová | 24. | 2.       |
| Polsko                       | Magda Linetteová         | 67  | 3        |
| Čína                         | Ču Lin                   | 69. | 4.       |
|                              | Varvara Gračovová        | 80. | 5.       |
| Spojené království           | Emma Raducanuová         | 83. | 6.       |
| Německo                      | Tatjana Mariová          | 84. | 7.       |
| Kanada                       | Rebecca Marinová         | 90. | 8.       |
| Žebříček WTA k 12. září 2022 |                          |     |          |

### Jiné formy účasti
Následující hráčky obdržely divokou kartu do hlavní soutěže:
- Čong Po-jong
- Han Na-re
- Pak So-hjon

Následující hráčy nastoupily do hlavní soutěže pod žebříčkovou ochranou: 
- Kimberly Birrellová
- Eugenie Bouchardová
- Yanina Wickmayerová

Následující hráčky postoupily z kvalifikace:
- Pek Ta-jon
- Lizette Cabrerová
- Jana Fettová
- Ankita Rainová
- Astra Sharmaová
- Lulu Sunová

Následující hráčka postoupila z kvalifikace jako šťastná poražená:
- Victoria Jiménezová Kasintsevová

### Odhlášení
před zahájením turnaje
- Katie Boulterová → nahradila ji   Anna Blinkovová
- Aleksandra Krunićová → nahradila ji  Priscilla Honová
- Jevgenija Rodinová → nahradila ji  Yanina Wickmayerová
- Katie Swanová → nahradila ji  Victoria Jiménezová Kasintsevová

## Ženská čtyřhra

### Nasazení
| Stát                                                                                  | Hráčka                   | Stát     | Hráčka               | WTA  | Nasazení |
| ------------------------------------------------------------------------------------- | ------------------------ | -------- | -------------------- | ---- | -------- |
| USA                                                                                   | Asia Muhammadová         | USA      | Sabrina Santamariová | 114. | 1.       |
| USA                                                                                   | Kaitlyn Christianová     |          | Lidzija Marozavová   | 119. | 2.       |
|                                                                                       | Jekatěrina Alexandrovová |          | Jana Sizikovová      | 137. | 3.       |
| Gruzie                                                                                | Oxana Kalašnikovová      | Ukrajina | Nadija Kičenoková    | 174. | 4.       |
| Žebříček WTA k 12. září 2022; číslo je součtem žebříčkového postavení obou členů páru |                          |          |                      |      |          |

### Jiné formy účasti
Následující páry obdržely divokou kartu do hlavní soutěže:
- Čchö Či-hui /  Pak So-hjon
- Kim Ta-bin /  Ku Jon-u

## Přehled finále

### Mužská dvouhra
- Jošihito Nišioka vs.  Denis Shapovalov, 6–4, 7–6(7–5)

### Ženská dvouhra
- Jekatěrina Alexandrovová vs.  Jeļena Ostapenková, 7–6(7–4), 6–0

### Mužská čtyřhra
- Raven Klaasen /  Nathaniel Lammons vs.  Nicolás Barrientos /  Miguel Ángel Reyes-Varela, 6–1, 7–5

### Ženská čtyřhra
- Kristina Mladenovicová /  Yanina Wickmayerová vs.  Asia Muhammadová /  Sabrina Santamariová, 6–3, 6–2